# Abando (metropolitana di Bilbao)
Abando è una stazione della linee 1 e 2 della metropolitana di Bilbao.
Si trova sotto Plaza Biribila, nel quartiere di Abando, da cui prende il nome. È collegata alla stazione di Abando Indalecio Prieto, che da servizio alle reti di Cercanías, e alla stazione di Bilbao-Concordia.

## Storia
La stazione è stata inaugurata l'11 novembre 1995 con il primo tratto della linea 1.